# Capsula interna
De capsula interna (Latijn, lett.: "binnenste kapsel") is een vezelbaan van witte stof die onderaan in het midden van beide hersenhelften van de grote hersenen loopt. De baan loopt door de basale kernen en scheidt de nucleus caudatus en de thalamus van het putamen en de globus pallidus. De capsula interna bevat zowel stijgende als dalende axonen die van en naar de hersenschors gaan.
De tractus corticospinalis, onderdeel van het piramidale systeem, vormt een belangrijk deel van de vezels in de capsula interna. Deze tractus voert motorische informatie van de hersenschors naar de lagere motoneuronen in het ruggenmerg, waarna de informatie vervolgens aan de spieren wordt doorgegeven.

## Anatomie
Wanneer de hersenen horizontaal worden doorsneden, ziet de capsula interna eruit als een V die op zijn kant ligt. De volgende onderdelen worden onderscheiden:
- De V-vormige bocht heet het genu capsulae internae ("knie van de capsula interna").
- Het crus anterius ("voorste lidmaat") is het gedeelte vóór het genu, tussen het caput nuclei caudati en de nucleus lentiformis.
- Het crus posterius ("achterste lidmaat") is het gedeelte achter het genu, tussen de thalamus en de nucleus lentiformis.
- De pars retrolentiformis bevat de radiatio optica.
- De pars sublentiformis bevat banen van de thalamus naar de primaire auditieve cortex.

### Genu
Het genu bevat zenuwbanen van de hersenschors naar de pedunculus cerebri onderaan de grote hersenen, waarna de banen naar de andere helft van het lichaam kruisen (Latijn: decussatio) en eindigen op de kernen van de hersenzenuwen. Het genu bevat tevens de tractus corticobulbaris, die voornamelijk verantwoordelijk is voor het bewegen van de spieren in het gezicht en de nek.

### Crus anterius
Het crus anterius van de capsula interna bevat:
1. Vezels van de thalamus naar de frontale kwab;
2. Vezels die de nucleus lentiformis en de nucleus caudatus verbinden;
3. Vezels die de hersenschors met het corpus striatum verbinden;
4. Vezels die van de frontale kwab door de basis van de pedunculus cerebri lopen naar kernen in de pons; en
5. Vezels van de thalamus naar de pons.

### Crus posterius
Het crus posterius ligt achter het genu. Het voorste tweederdegedeelte van het crus posterius bevat de vezels van de tractus corticospinalis, die ontspringen in het motorische deel van de frontale kwab en doorlopen in het piramidale systeem in de medulla oblongata. Het overige een derde deel bevat:
1. Zintuiglijke vezels, waarvan het grootste deel van de thalamus komt;
2. De vezels van de radiatio optica, die lopen van de lagere visuele centra naar de occipitale kwab in de hersenschors;
3. Akoestische vezels van de lemniscus lateralis naar de temporale kwab; en
4. Vezels die van de temporale en occipitale kwabben lopen naar de kernen in de pons.

## Galerij

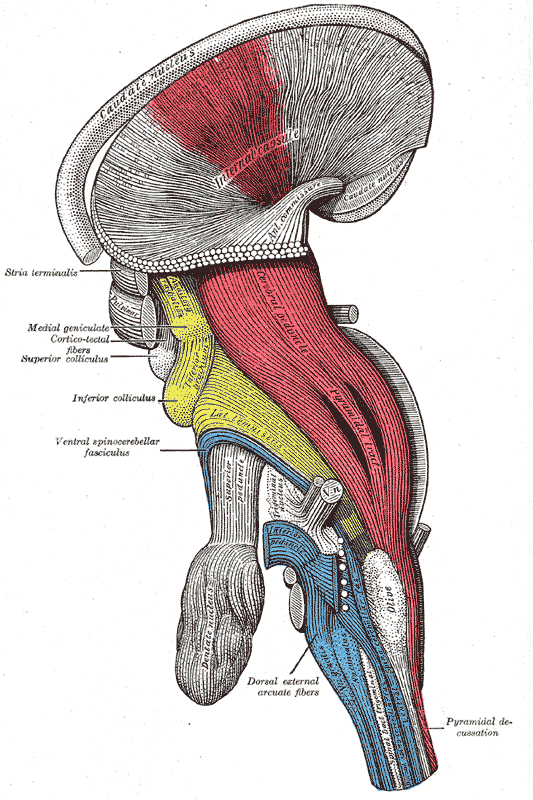
Diepe doorsnede van de hersenstam. Lateraal aanzicht.
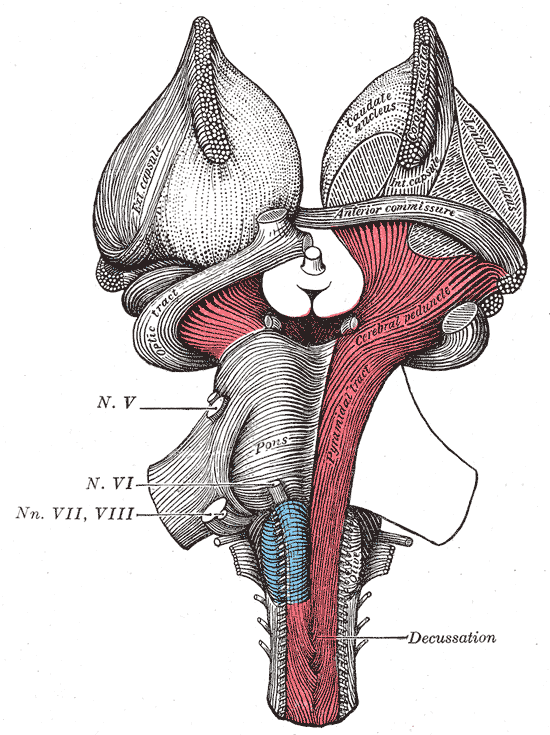
Oppervlakkige doorsnede van de hersenstam. Ventraal aanzicht.
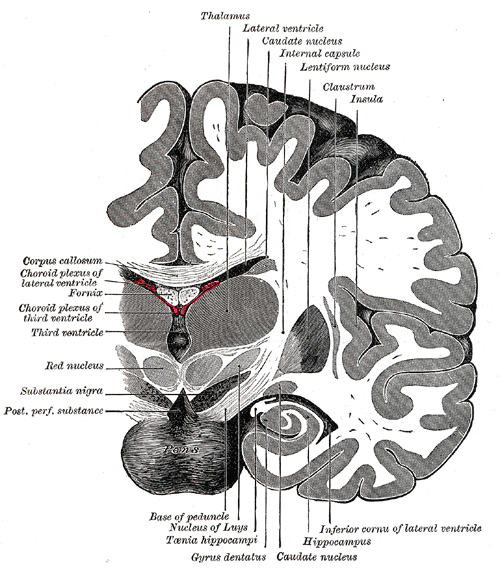
Coronale doorsnede van de hersenen direct vóór de pons.
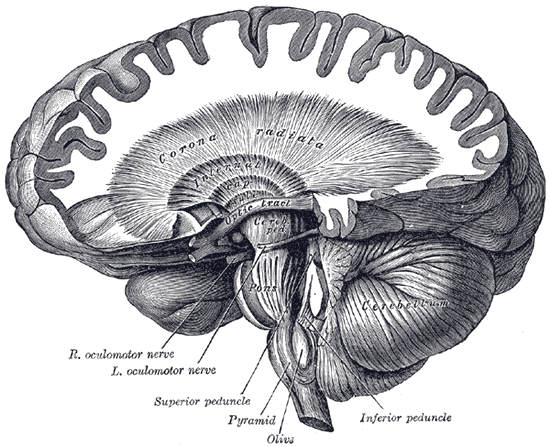
Doorsnede waarin de loop van de cerebrospinale vezels te zien is.
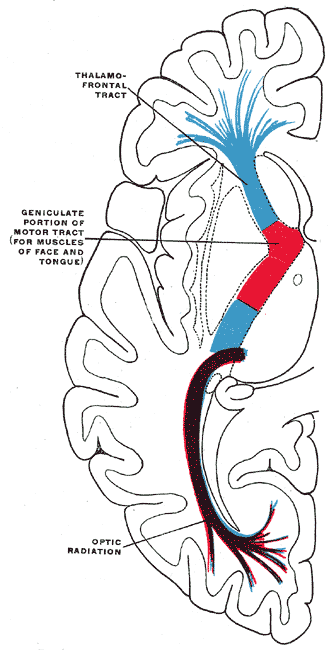
Diagram van de banen in de capsula interna.